# Wilamowice
Pour les articles homonymes, voir Wilamowice (homonymie).
Wilamowice est une petite ville du sud de la Pologne, située dans la voïvodie de Silésie (après avoir appartenu à l'ancienne voïvodie de Bielsko-Biała de 1975 à 1998). La langue locale, le wilamowicien, est menacée d'extinction car elle n'est plus parlée que par une centaine de personnes, la plupart âgées. Cette langue germanique, prépondérante dans la ville avant 1945, fut peu à peu remplacée par le polonais auprès des générations les plus jeunes.
En 2022, la ville compte 3165 habitants.

## Villes jumelées
- Dolní Benešov (Tchéquie)
- Horná Súča (Slovaquie)
- Kisújszállás (Hongrie)
- Rajecké Teplice (Slovaquie)
- Trenčianske Teplice (Slovaquie)